# Thomas Aquinas Manyo Maeda
Thomas Aquinas Manyo Maeda (前田万葉 (Maeda Manyō)), né le 3 mars 1949 à Tsuwasaki (Shinkamigotō) au Japon est un prélat catholique japonais.

## Biographie
Manyo Maeda est descendant de kakure kirishitan. Sa mère a souffert du bombardement atomique de Nagasaki.
Il est évêque d'Hiroshima de 2011 à 2014, puis archevêque d'Osaka depuis 2014. Il est créé cardinal lors d'un consistoire du 28 juin 2018. Il reçoit alors le titre de cardinal-prêtre de Santa Pudenziana.

## Engagements et personnalité
Maeda s'est publiquement engagé pour la dénucléarisation du Japon et contre les armes nucléaires; il ne parle aucune langue étrangère et n'a, en 2018, pas d’expérience internationale. Il est amateur de haïkus, qu'il utilise dans ses sermons, et de pêche.

## Succession apostolique
Thomas Aquinas Manyo Maeda a ordonné les évêques suivants :
- Évêque Alexis Mitsuru Shirahama (de), P.S.S. (2016)
- Évêque Josep Maria Abella Batlle (es), C.M.F. (2018)
- Évêque Paul Toshihiro Sakai (de) (2018)